# Árnafjall
Árnafjall (übersetzt: Adlerberg) heißt ein 722 Meter hoher Berg im Nordwesten der färöischen Insel Vágar. Er ist der höchste Berg auf dieser Insel, im Vergleich aller 18 Inseln steht er jedoch hinsichtlich der Höhe nur an 37. Stelle.
Der Árnafjall liegt nördlich des abgelegenen, malerischen Dorfes Gásadalur an der Westküste von Vágar.
Der nächsthöchste Berg der Insel, der 715 Meter hohe Eysturtindur, liegt nicht allzu weit entfernt in südöstlicher Richtung.
Auf der gegenüberliegenden Insel Mykines gibt es ebenfalls einen Berg namens Árnafjall. Dieser ist jedoch lediglich 350 Meter hoch.